# Loose fit lining
Il loose fit lining  o slip lining, è una tecnologia no dig utilizzata per il risanamento di condotte interrate vetuste senza scavo a cielo aperto (relining riabilitativo).
Tale tecnologia consiste sostanzialmente nell'inserire, entro la tubazione da riabilitare, dei tubi nuovi, di diametro inferiore rispetto al tubo da risanare.
Pertanto le pareti esterne del tubo ospite non aderiscono perfettamente alle pareti interne della condotta ospitante.
Lo spazio libero che si viene a creare tra i due tubi viene indicato con il termine anulus, e la sua ampiezza può variare a seconda della tecnica utilizzata (tra pochi millimetri e qualche centimetro).
Una volta inserita la condotta ospite (in genere PEAD) nel tubo ospitante (per spinta o molto più frequentemente per tiro), l'anulus viene intasato con iniezioni di malta cementizia.

## Modalità esecutive
Prima dell'inserimento del nuovo tubo si deve verificare lo stato della condotta esistente con l'ausilio di una telecamera e si deve procedere alla sua pulizia interna.
La nuova tubazione, di diametro inferiore rispetto all'esistente e giuntata in opera, viene ancorata ad una testa di traino e quindi inserita nella condotta da risanare. 

## Pregi e difetti
I limiti di questa applicazione sono ripresentati da:
- riduzione significativa della sezione idraulica;
- applicabilità solo per tratte rettilinee pertanto in corrispondenza di curve plano_altimetriche si dovrà realizzare un nuovo pozzetto;
- limitata lunghezza di applicazione per singolo tronco (in genere non superiore ai 100 m);
- limitata classe di pressione conseguibile (ricordiamo che all'aumentare della classe di pressione per i tubi di PEAD, aumenta notevolmente lo spessore di parete, con ulteriore perdita di sezione utile). In realtà si dovrebbe considerare anche l'eventuale collaborazione del vecchio tubo qualora questo possegga ancora una residua resistenza meccanica.

La riduzione di sezione utile che si ha in generale nel loose-fit lining viene in genere compensata da un abbattimento della scabrezza delle pareti interne dei tubi e da un eventuale aumento della pressione di esercizio della condotta.

## Normativa
- UNI EN 13566-2:2006 - Sistemi di tubazioni di materia plastica per il ripristino di reti interrate non in pressione di fognature e scarichi - Parte 2: Ripristino con tubi continui